# Кумылженский район
Кумылженский райо́н — административно-территориальная единица (район) и одноимённое муниципальное образование (муниципальный район) в Волгоградской области России.
Административный центр — станица Кумылженская.

## География
Кумылженский район расположен в западной части Волгоградской области.
Площадь территории района — 2977 км² (2,6 % территории области).
С севера на юг район пересекают реки Хопёр, Медведица и Кумылга, по границе района с запада на восток протекает река Дон.

## История
Кумылженский район учреждён Постановлением Президиума ВЦИК 23 июня 1928 года в составе Хопёрского округа Нижне-Волжского края.
С 1934 года в составе Сталинградского края, с 1936 года — Сталинградской (Волгоградской) области.
В 1960 году в состав района была включена территория упразднённого Подтёлковского района с центром в станице Слащёвская.
В 1963 — 1965 годах район был упразднён. С 2 декабря 1970 по 28 июля 1994 года назывался Подтёлковский.

## Население
| 1939    | 1959    | 1970    | 1979    | 1989    | 2002    | 2009    | 2010    | 2012    |
| ------- | ------- | ------- | ------- | ------- | ------- | ------- | ------- | ------- |
| 16 158  | ↘13 296 | ↗29 391 | ↘25 865 | ↘23 647 | ↘23 499 | ↘21 680 | ↘21 425 | ↘21 111 |
| 2013    | 2014    | 2015    | 2016    | 2017    | 2018    | 2019    | 2020    | 2021    |
| ↘20 898 | ↘20 668 | ↘20 340 | ↘20 077 | ↘19 822 | ↘19 546 | ↘19 329 | ↘18 999 | ↘18 189 |

Гендерный состав
Мужчин — 45,5 %, женщин — 54,5 %.
Национальный состав
По итогам переписи населения 2020 года проживали следующие национальности (национальности менее 0,1 % и другое см. в сноске к строке «Другие»):
| Национальность | Численность, чел. | Доля     |
| -------------- | ----------------- | -------- |
| Русские        | 15 960            | 87,75 %  |
| Турки          | 329               | 1,81 %   |
| Армяне         | 166               | 0,91 %   |
| Чеченцы        | 50                | 0,27 %   |
| Цыгане         | 38                | 0,21 %   |
| Татары         | 37                | 0,20 %   |
| Марийцы        | 37                | 0,20 %   |
| Мордва         | 32                | 0,18 %   |
| Азербайджанцы  | 24                | 0,13 %   |
| Украинцы       | 24                | 0,13 %   |
| Узбеки         | 19                | 0,10 %   |
| Другие         | 1473              | 8,11 %   |
| Итого          | 18 189            | 100,00 % |

## Муниципально-территориальное устройство
В Кумылженском муниципальном районе выделяются 9 муниципальных образований со статусом сельских поселений:
| № | Муниципальное образование       | Административный центр | Количество населённых пунктов | Население (чел.) | Площадь (км²) |
| - | ------------------------------- | ---------------------- | ----------------------------- | ---------------- | ------------- |
| 1 | Белогорское сельское поселение  | хутор Белогорский      | 2                             | ↘698             | 121.61        |
| 2 | Букановское сельское поселение  | станица Букановская    | 9                             | ↘1043            | 336.79        |
| 3 | Глазуновское сельское поселение | станица Глазуновская   | 3                             | ↘1883            | 240.42        |
| 4 | Краснянское сельское поселение  | хутор Краснянский      | 9                             | ↘1005            | 399.35        |
| 5 | Кумылженское сельское поселение | станица Кумылженская   | 18                            | ↘8866            | 632.07        |
| 6 | Поповское сельское поселение    | хутор Попов            | 9                             | ↘1209            | 299.15        |
| 7 | Слащёвское сельское поселение   | станица Слащёвская     | 13                            | ↘1611            | 391.38        |
| 8 | Суляевское сельское поселение   | хутор Суляевский       | 11                            | ↘1830            | 299.35        |
| 9 | Шакинское сельское поселение    | хутор Шакин            | 4                             | ↘595             | 237.63        |

## Населённые пункты
В Кумылженский район входят 78 населённых пунктов.
| №  | Населённый пункт       | Тип     | Население | Муниципальное образование       |
| -- | ---------------------- | ------- | --------- | ------------------------------- |
| 1  | Аверинский             | хутор   | 18        | Суляевское сельское поселение   |
| 2  | Андреяновский          | хутор   | 6         | Букановское сельское поселение  |
| 3  | Беленький              | хутор   | 23        | Букановское сельское поселение  |
| 4  | Белогорский            | хутор   | 713       | Белогорское сельское поселение  |
| 5  | Ближний                | хутор   | 2         | Глазуновское сельское поселение |
| 6  | Блинковский            | хутор   | 37        | Поповское сельское поселение    |
| 7  | Букановская            | станица | 953       | Букановское сельское поселение  |
| 8  | Букановское Заготзерно | посёлок | 77        | Букановское сельское поселение  |
| 9  | Водяновский            | хутор   | 0         | Поповское сельское поселение    |
| 10 | Галкин                 | хутор   | 91        | Слащёвское сельское поселение   |

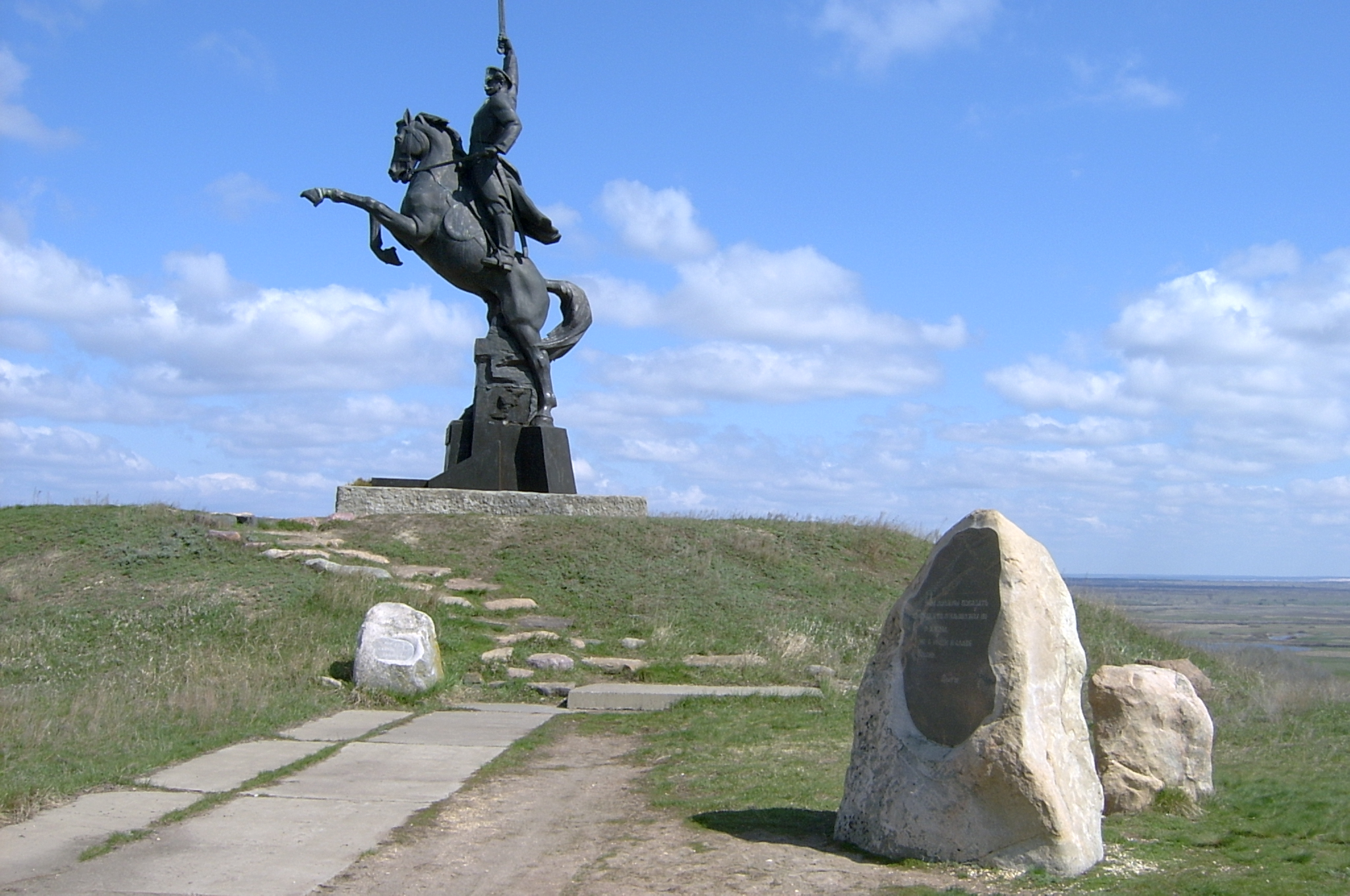
Памятник Донскому казаку Хопёрского округа

| 11 | Глазуновская           | станица | ↘2074     | Глазуновское сельское поселение |
| 12 | Глуховский             | хутор   | 0         | Поповское сельское поселение    |
| 13 | Глушица                | хутор   | 157       | Кумылженское сельское поселение |
| 14 | Головский              | хутор   | 16        | Кумылженское сельское поселение |
| 15 | Гришинский             | хутор   | 143       | Суляевское сельское поселение   |
| 16 | Девкин                 | хутор   | 0         | Слащёвское сельское поселение   |
| 17 | Долговский             | хутор   | 0         | Слащёвское сельское поселение   |
| 18 | Дубовский              | хутор   | 23        | Шакинское сельское поселение    |
| 19 | Еланский               | хутор   | 39        | Букановское сельское поселение  |
| 20 | Ендовский              | хутор   | 106       | Суляевское сельское поселение   |
| 21 | Ермаковский            | хутор   | 0         | Слащёвское сельское поселение   |
| 22 | Жуковский              | хутор   | 56        | Кумылженское сельское поселение |
| 23 | Жуковский              | хутор   | 89        | Суляевское сельское поселение   |
| 24 | Заольховский           | хутор   | 146       | Букановское сельское поселение  |
| 25 | Заталовский            | хутор   | 59        | Букановское сельское поселение  |
| 26 | Ильменевский           | хутор   | 45        | Кумылженское сельское поселение |
| 27 | Калинин                | хутор   | 4         | Шакинское сельское поселение    |
| 28 | Ключи                  | хутор   | 22        | Кумылженское сельское поселение |
| 29 | Козлов                 | хутор   | 213       | Краснянское сельское поселение  |
| 30 | Колотаевский           | хутор   | 0         | Кумылженское сельское поселение |
| 31 | Косоключанский         | хутор   | 8         | Слащёвское сельское поселение   |
| 32 | Крапцовский            | хутор   | 19        | Суляевское сельское поселение   |
| 33 | Красноармейский        | хутор   | 291       | Кумылженское сельское поселение |
| 34 | Краснополов            | хутор   | 95        | Шакинское сельское поселение    |
| 35 | Краснянский            | хутор   | 166       | Краснянское сельское поселение  |
| 36 | Кривский               | хутор   | 0         | Слащёвское сельское поселение   |
| 37 | Крутой                 | хутор   | 47        | Слащёвское сельское поселение   |
| 38 | Кузнечинский           | хутор   | 38        | Поповское сельское поселение    |
| 39 | Кумылженская           | станица | ↘7342     | Кумылженское сельское поселение |
| 40 | Кучуровский            | хутор   | 87        | Кумылженское сельское поселение |
| 41 | Лисинский              | хутор   | 22        | Суляевское сельское поселение   |
| 42 | Любишенский            | хутор   | 136       | Белогорское сельское поселение  |
| 43 | Лялинский              | хутор   | 7         | Суляевское сельское поселение   |
| 44 | Митькин                | хутор   | 20        | Букановское сельское поселение  |
| 45 | Мокров                 | хутор   | 0         | Краснянское сельское поселение  |
| 46 | Никитинский            | хутор   | 399       | Кумылженское сельское поселение |
| 47 | Обливский              | хутор   | 293       | Кумылженское сельское поселение |
| 48 | Ожогин                 | хутор   | 0         | Букановское сельское поселение  |
| 49 | Ольховский             | хутор   | 171       | Поповское сельское поселение    |
| 50 | Остроухов              | хутор   | 346       | Слащёвское сельское поселение   |
| 51 | Подковский             | хутор   | 74        | Слащёвское сельское поселение   |
| 52 | Покручинский           | хутор   | 429       | Суляевское сельское поселение   |
| 53 | Попов                  | хутор   | 662       | Поповское сельское поселение    |
| 54 | Потаповский            | хутор   | 144       | Кумылженское сельское поселение |
| 55 | Пустовский             | хутор   | 5         | Слащёвское сельское поселение   |
| 56 | Родионовский           | хутор   | ↗235      | Кумылженское сельское поселение |
| 57 | Самойловский           | хутор   | 1         | Кумылженское сельское поселение |
| 58 | Сарычевский            | хутор   | 127       | Кумылженское сельское поселение |
| 59 | Седов                  | хутор   | 155       | Краснянское сельское поселение  |
| 60 | Сигаевский             | хутор   | 10        | Кумылженское сельское поселение |
| 61 | Сиськовский            | хутор   | 47        | Кумылженское сельское поселение |
| 62 | Скуришенская           | станица | 799       | Глазуновское сельское поселение |
| 63 | Слащёвская             | станица | ↘1288     | Слащёвское сельское поселение   |
| 64 | Сукачев                | хутор   | 0         | Слащёвское сельское поселение   |
| 65 | Суляевский             | хутор   | 682       | Суляевское сельское поселение   |
| 66 | Точилкин               | хутор   | 148       | Краснянское сельское поселение  |
| 67 | Тюринский              | хутор   | 127       | Суляевское сельское поселение   |
| 68 | Федосеевская           | станица | 48        | Поповское сельское поселение    |
| 69 | Филин                  | хутор   | 419       | Поповское сельское поселение    |
| 70 | Филяты                 | хутор   | 7         | Поповское сельское поселение    |
| 71 | Чиганаки 1-е           | хутор   | 138       | Краснянское сельское поселение  |
| 72 | Чиганаки 2-е           | хутор   | 298       | Краснянское сельское поселение  |
| 73 | Чиганаки 3-й           | хутор   | 0         | Краснянское сельское поселение  |
| 74 | Чуносовский            | хутор   | 14        | Кумылженское сельское поселение |
| 75 | Шакин                  | хутор   | 635       | Шакинское сельское поселение    |
| 76 | Широковский            | хутор   | 0         | Слащёвское сельское поселение   |
| 77 | Ярской 1-й             | хутор   | 472       | Суляевское сельское поселение   |
| 78 | Ярской 2-й             | хутор   | 35        | Краснянское сельское поселение  |

## Экономика
В структуре валового производства на сельское хозяйство приходится 44 % продукции, доля промышленности — 12 %.

### Транспорт
Через территорию района проходит нефтепровод Куйбышев — Лисичанск.